# Exoprosopa pallidipes
Exoprosopa pallidipes är en tvåvingeart som beskrevs av Hesse 1956. Exoprosopa pallidipes ingår i släktet Exoprosopa och familjen svävflugor. Inga underarter finns listade i Catalogue of Life.